# Veneto Classic
La Veneto Classic è una corsa in linea maschile di ciclismo su strada che si tiene annualmente in Veneto in Italia. Nata nel 2021 per volontà di Filippo Pozzato e Jonny Moletta, nel biennio 2021-'22 ha fatto parte del calendario dell'UCI Europe Tour come evento di classe 1.1., mentre dal 2023 fa parte del circuito UCI ProSeries classe 1.Pro, oltre che della Ciclismo Cup.

## Storia
La corsa è nata con l'obiettivo di diventare una classica del ciclismo internazionale e di farla entrare nell'UCI World Tour .
Le edizioni della Veneto Classic sono partite sempre da città diverse, mentre l'arrivo è fissato a Bassano del Grappa. La corsa si svolge a metà ottobre.
| Anno | Percorso                     | Lunghezza | Dislivello |
| ---- | ---------------------------- | --------- | ---------- |
| 2021 | Venezia - Bassano del Grappa | 207 km    | 2450 m     |
| 2022 | Treviso - Bassano del Grappa | 190 km    | 2900 m     |
| 2023 | Mel - Bassano del Grappa     | 195 km    | 2340 m     |
| 2024 | Soave - Bassano del Grappa   | 197 km    | 1850 m     |

## Albo d'oro
| Anno | Vincitore           | Secondo         | Terzo             |
| ---- | ------------------- | --------------- | ----------------- |
| 2021 | Samuele Battistella | Marc Hirschi    | Jhonatan Restrepo |
| 2022 | Marc Hirschi        | Davide Formolo  | Nicola Conci      |
| 2023 | Davide Formolo      | Marc Hirschi    | Filippo Zana      |
| 2024 | Magnus Cort Nielsen | Romain Grégoire | Xandro Meurisse   |

### Vittorie per nazione
| Pos. | Nazione            | Vittorie |
| ---- | ------------------ | -------- |
| 1    | Italia             | 2        |
| 2    | Svizzera Danimarca | 1        |